# Roby Porto
Roby Porto (Rio de Janeiro, 30 de setembro de 1964), cujo nome completo é Luís Roberto Senise Porto, é um locutor esportivo brasileiro.
Atualmente, é narrador na NBA League Pass, OneFootball e Rede Bandeirantes.
É filho do falecido jornalista e escritor Roberto Porto.

## Biografia
Roby Porto iniciou sua carreira na ESPN Internacional na cidade de Bristol, CT, nos Estados Unidos, onde trabalhou de 1995 até 2005, e ficou conhecido pelo público da TV a cabo brasileira pelas narrações da UEFA Champions League, Campeonato Espanhol e da NBA.
Com a mudança da emissora para São Paulo, Roby foi contratado pelo Globoesporte.com em 2006 para voltar ao Rio de Janeiro para transmitir os jogos do basquete profissional americano pela internet ao lado de Rodrigo Alves. Um projeto que buscava a interatividade através do computador.
Além do Globoesporte.com, Roby também passou a trabalhar no Premiere Futebol Clube, SporTV e TV Globo. Narrava os jogos da NBA para o SporTV, ao lado de Byra Bello e Jorge de Sá.
Roby ficou famoso nas transmissões dos jogos da NBA no SporTV por dar apelidos engraçados a alguns jogadores, como "Mangalarga James" (LeBron James), "Stéf Curry" (Stephen Curry), "Paulinho Pierce" (Paul Pierce), "André Jordan" (DeAndre Jordan), entre outros.
Em 01 de novembro de 2019, Roby Porto deixou o Esporte da Globo depois de 14 anos.
Em 2020, o narrador passa a transmitir jogos no NBA League Pass para o Brasil, no YouTube. Também neste ano, é contratado pelo aplicativo OneFootball, para transmissão da Bundesliga.
Em 2021, é contratado para narrar o Campeonato Carioca pelo canal pay-per-view da FERJ. Em 2023, é contratado pela Rede Bandeirantes pra ser um dos narradores da cobertura do Campeonato Carioca na emissora. Atualmente também narra jogos da NBA pelo Prime Video.